# Діоскоро Пуебла
Діоскоро Теофіло Пуебла Толін (ісп. Dióscoro Teófilo Puebla Tolín; 25 лютого 1831, Мельгар-де-Фернаменталь — 24 жовтня 1901, Мадрид) — іспанський художник.

## Життєпис
Народився 25 лютого 1831 в Мельгар-де-Фернаменталь, провінція Бургос.
Навчався в Королівській академії образотворчих мистецтв Сан-Фернандо в Мадриді.
У 1882 призначений дійсним членом Королівської академії мистецтв Сан-Фернандо.
Помер 24 жовтня 1901 у Мадриді.

## Галерея

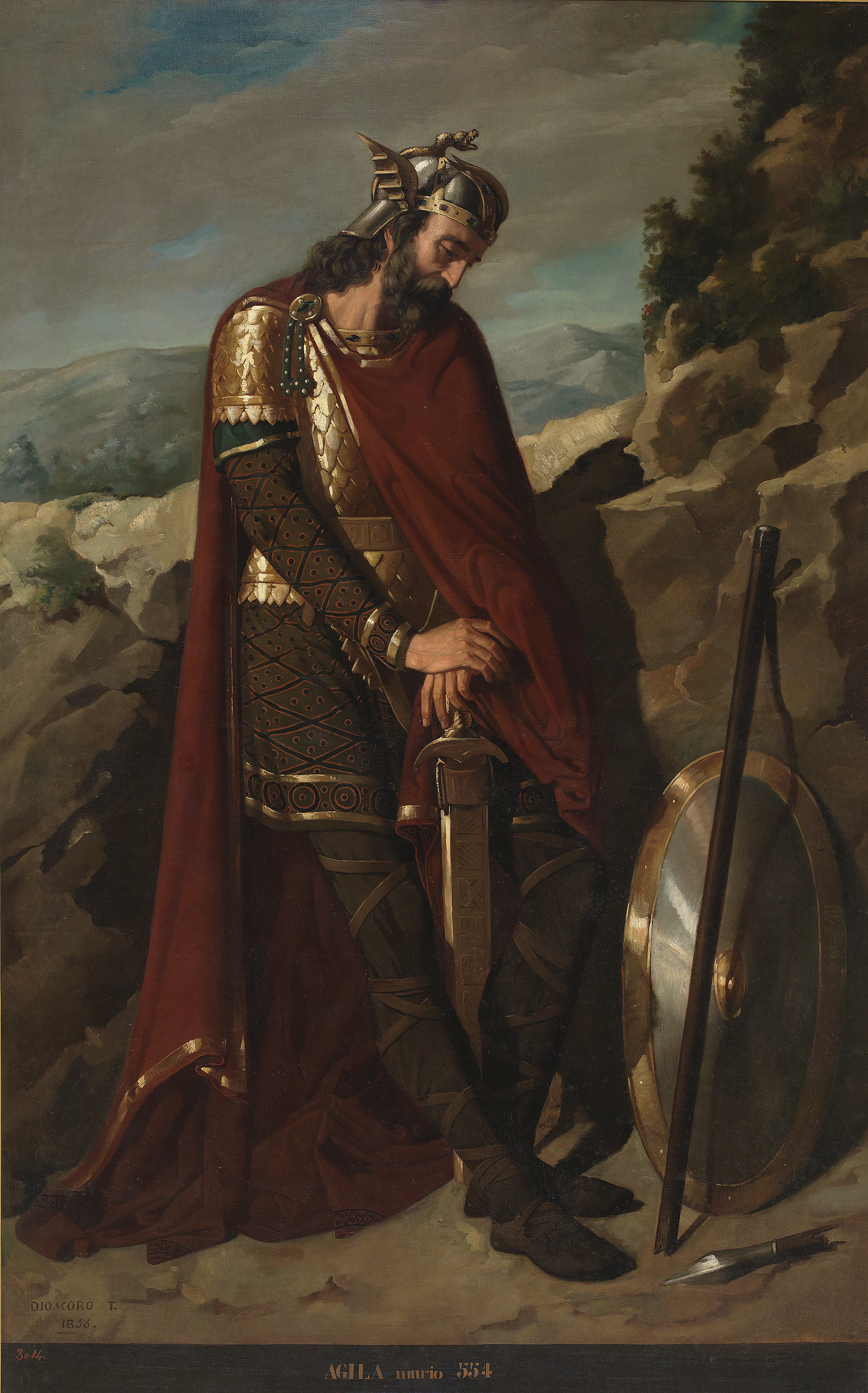
Агіла I, король вестготів (1853)
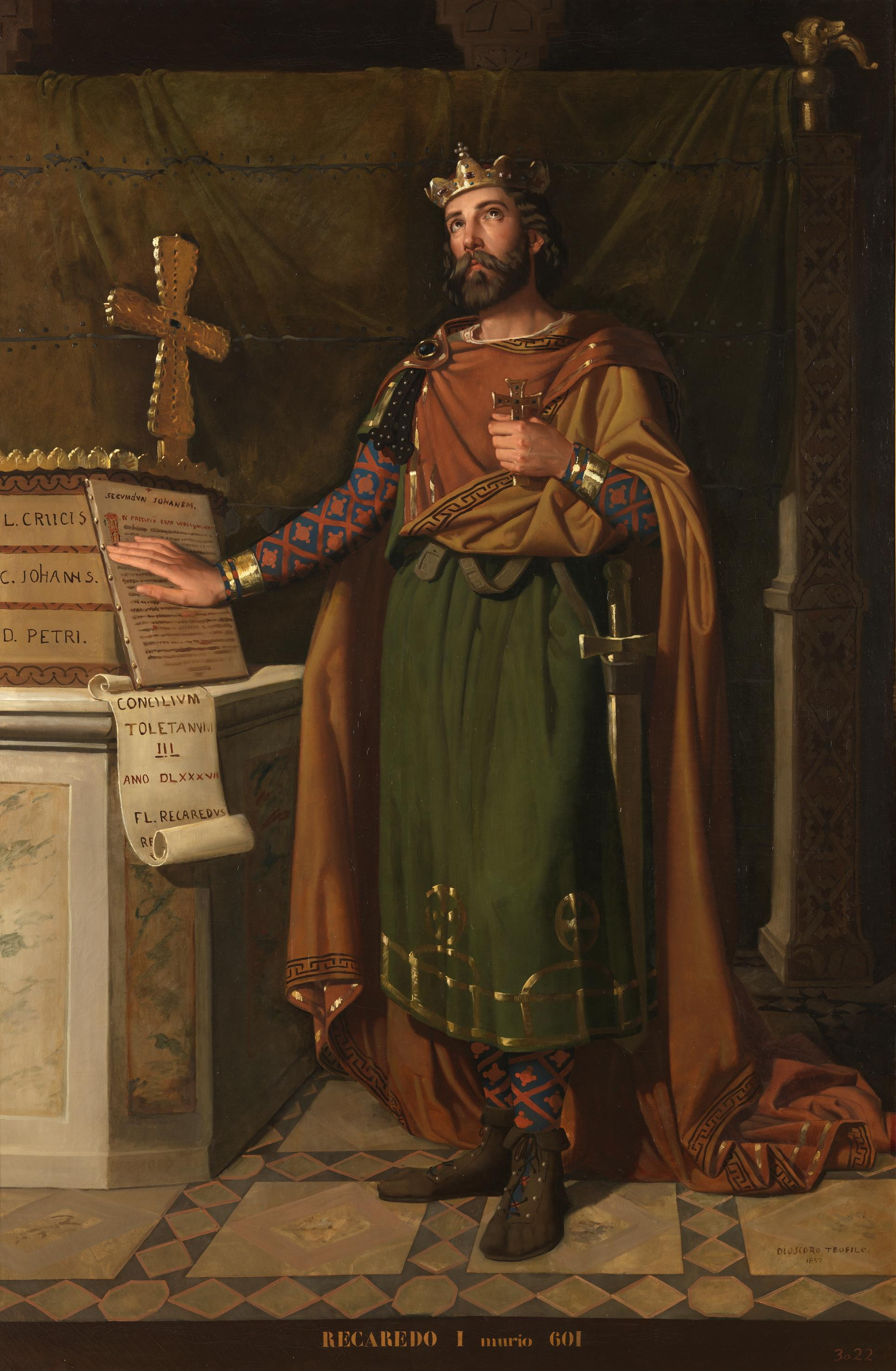
Уявний портрет Рекареда I (1857)
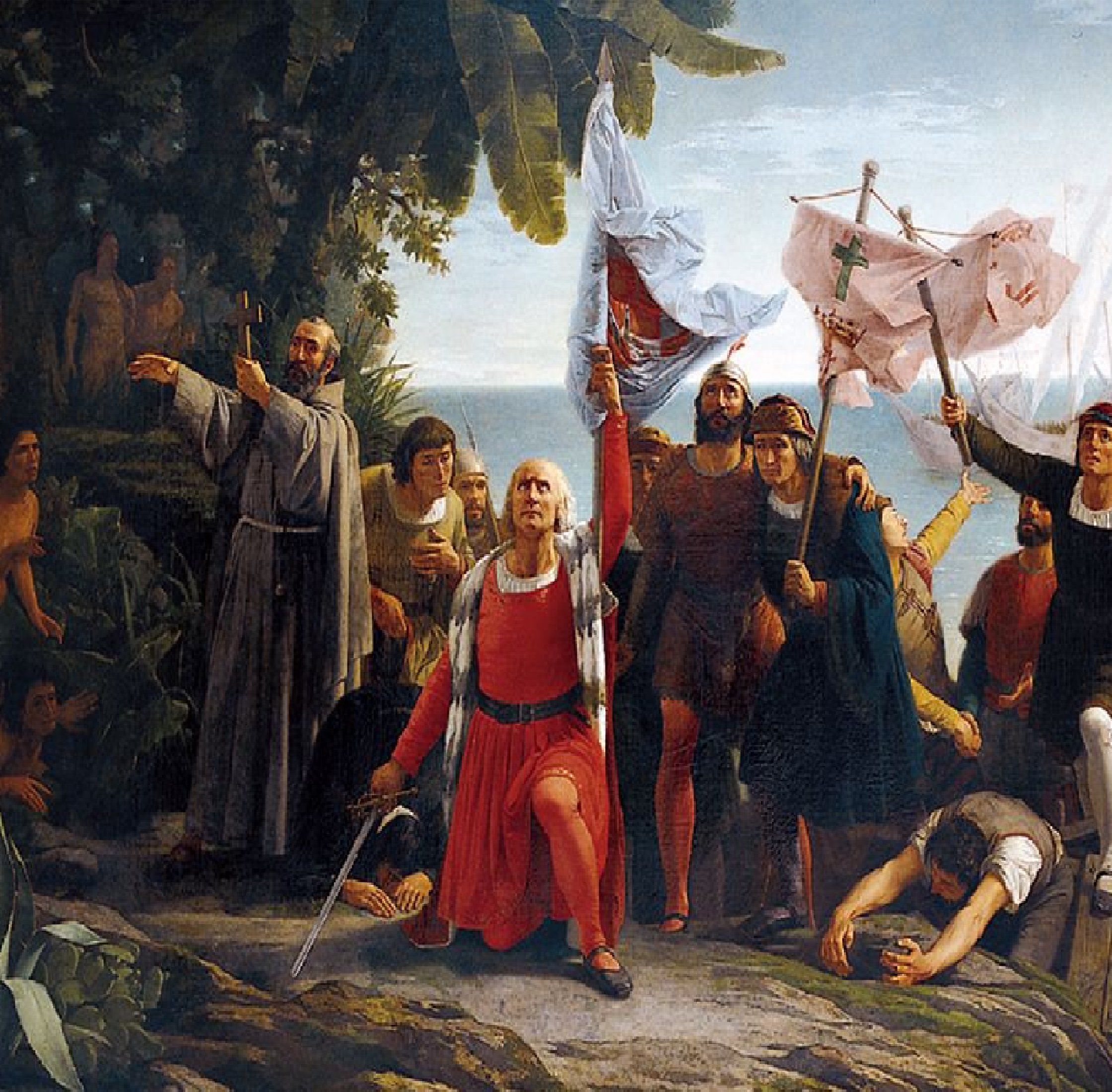
Висадка Колумба в Америці (1862)
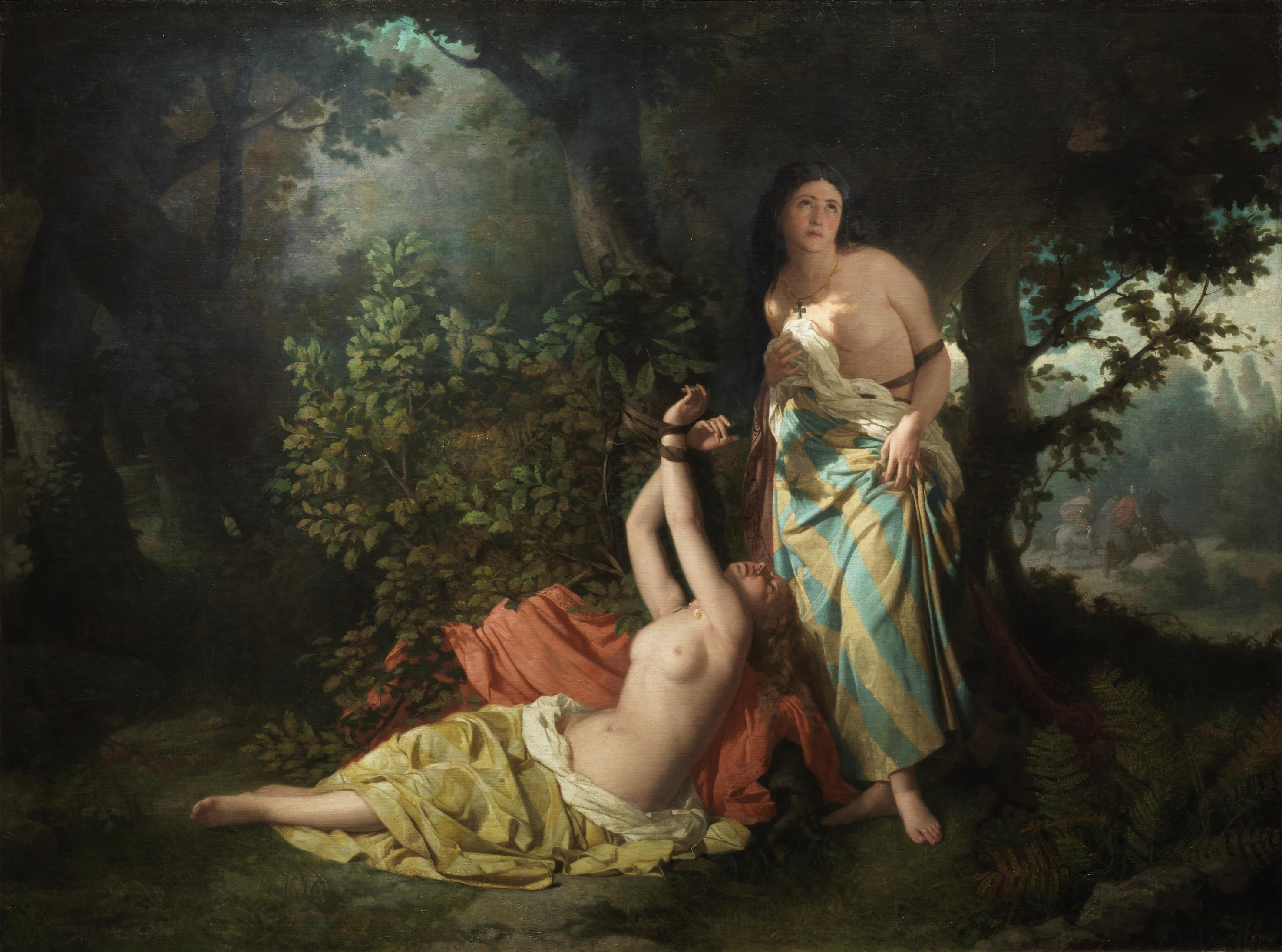
Дочки Сіда (1871)